# Vitrectomia

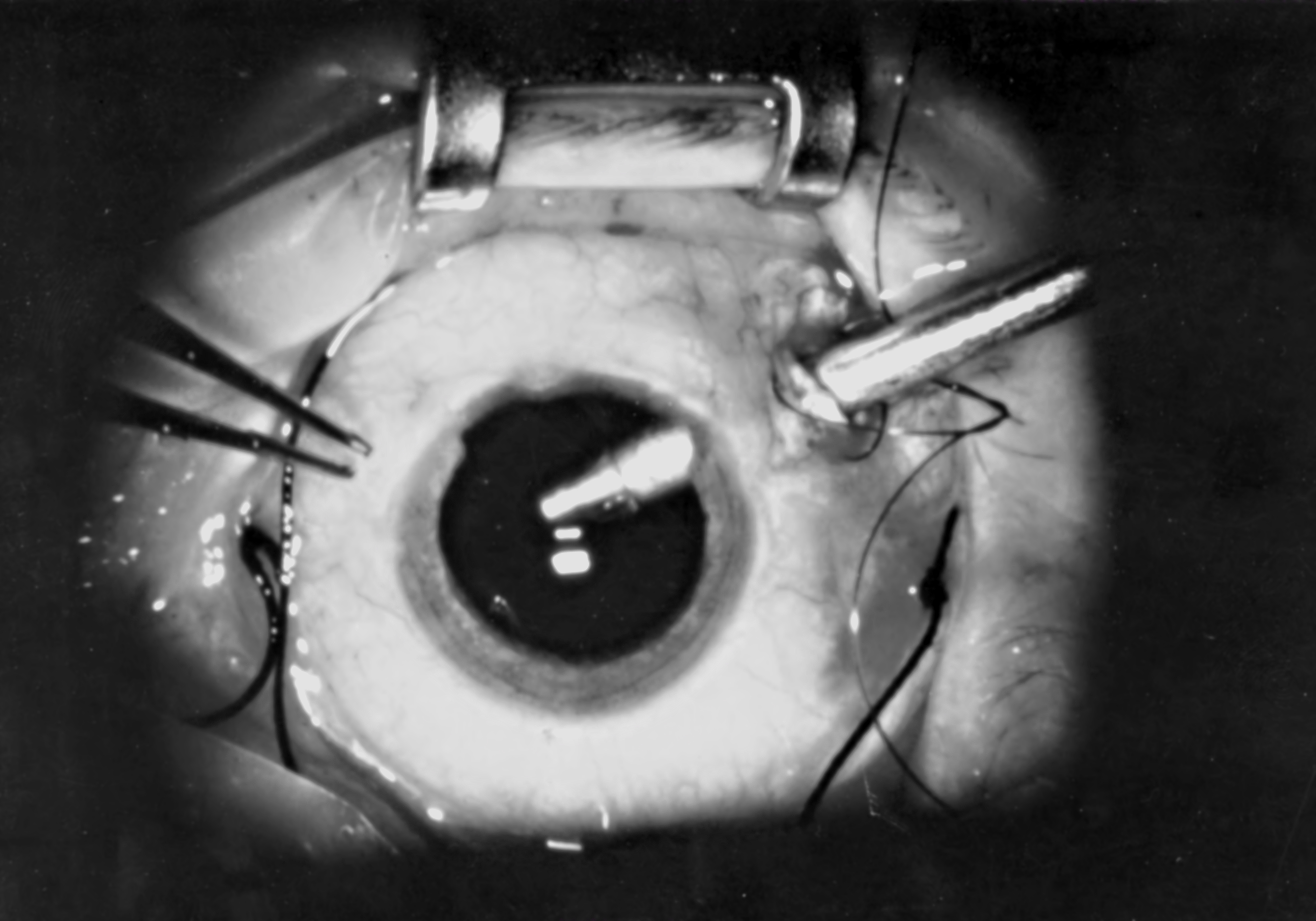
Vitrectomía.

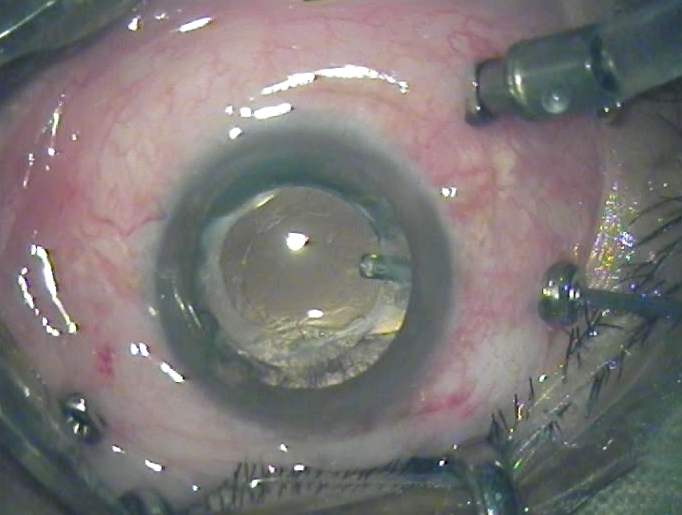
Vitrectomia 23 Gauge.

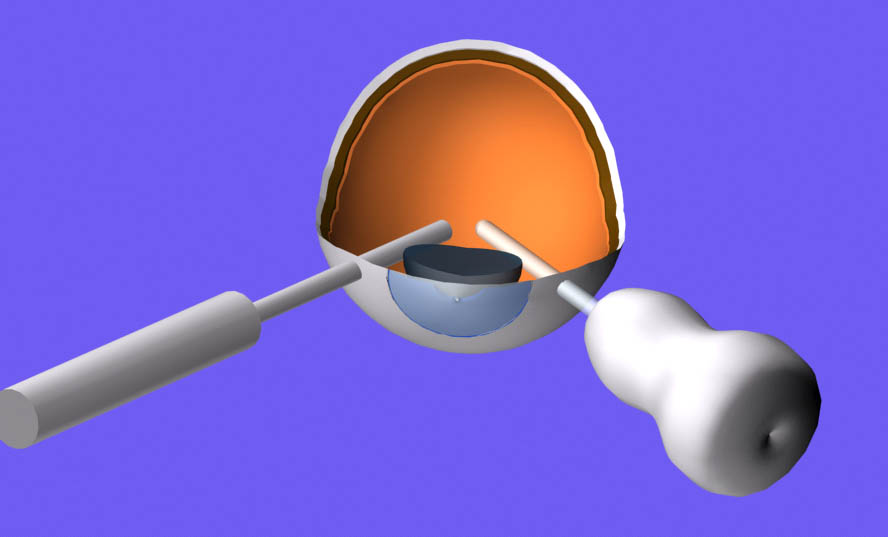
instrumentos cirúrgicos de vitrectomia

A vitrectomia é um procedimento cirúrgico pelo qual o vítreo é removida em um olho e substituído, geralmente com um gás ou líquido. Este procedimento é usado para o tratamento de diversas doenças oftalmológicas, como descolamento de retina, tromboses venosas, hemorragia e opacidades vítreas e buraco macular.

## Cirurgia
A cirurgia de vitrectomia é precedida de exames oftalmológicas e seguida por uma sequência de procedimentos pré-operatórios. A internação se dá, normalmente, no dia da operação e exceto em casos especiais, o paciente não deve se alimentar e nem tomar água no mesmo dia. Na maioria das vezes, a cirurgia é realizada com a aplicação de anestesia local, sempre em ambientes adequadamente compostos por equipamentos sofisticados.
A operação é feita através de três ou quatro micro incisões que permitem a utilização de instrumentos microcirúrgicos (fontes de iluminação, vitreófago, pinças, tesouras, endolaser, pontas de laser e sondas.) com diâmetros que variam de 0,9 milímetros (20 Gauge) a 0,5 milímetros (25 Gauge).
Em casos específicos, utiliza-se instrumentos de micro-calibre que dispensam os pontos no final da cirurgia.